# Anopheles nataliae
Anopheles nataliae är en tvåvingeart som beskrevs av John Nicholas Belkin 1945. Anopheles nataliae ingår i släktet Anopheles och familjen stickmyggor. Inga underarter finns listade i Catalogue of Life.